# Невада (водопад)
Нева́да (англ. Nevada Fall) — крупный водопад в верхнем течении реки Мерсед, находящийся на территории Национального парка Йосемити в Калифорнии (США). Высота падения воды — 181 м. Верхняя точка водопада находится на высоте 1801 м над уровнем моря.

## География

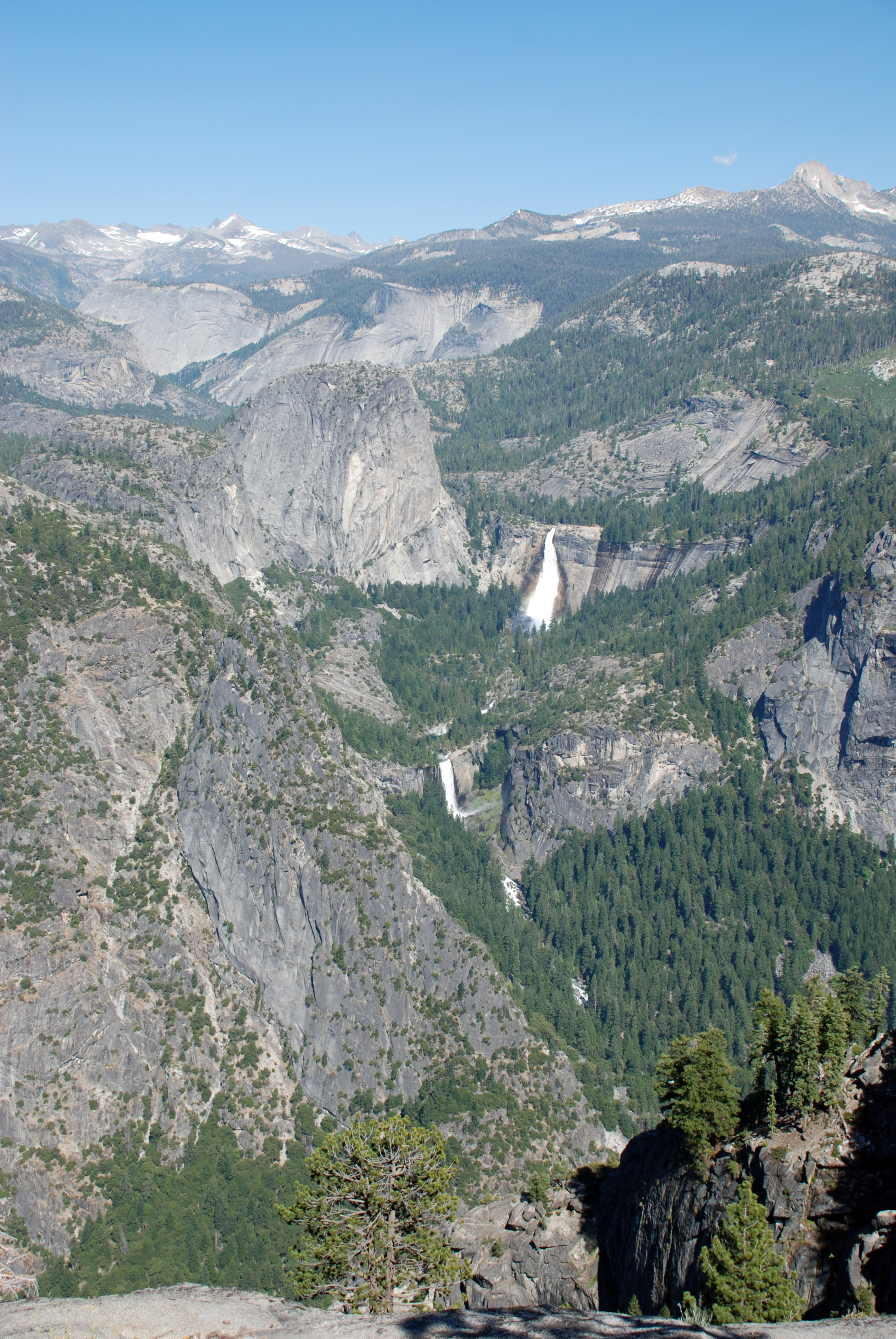
Вид на водопады Невада и Вернал с Глейшер-Пойнт. Слева от водопада Невада — гора Либерти-Кэп

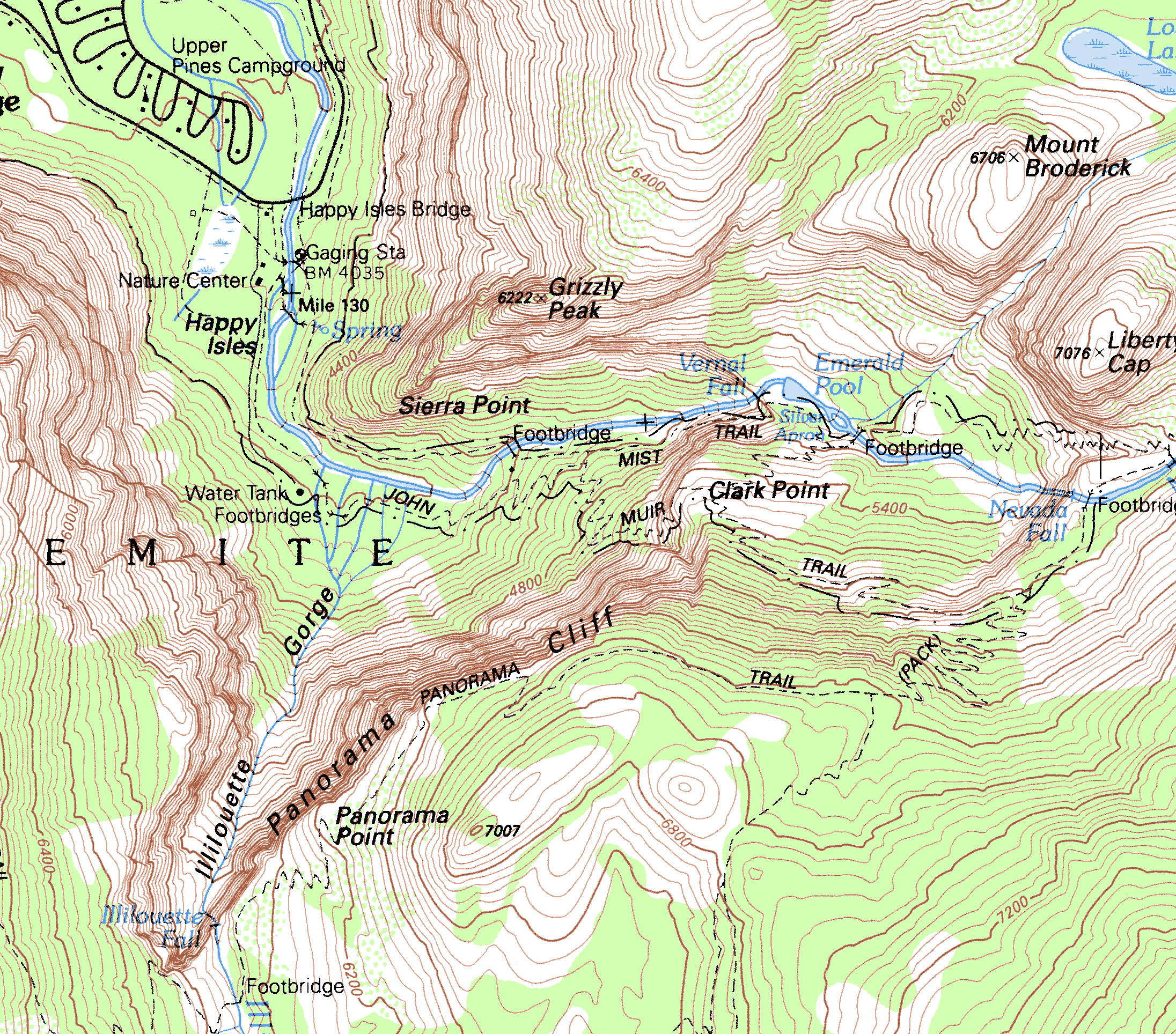
Топографическая карта с указанием троп, ведущих к водопадам Вернал и Невада

Водопад Невада находится у западной оконечности небольшой горной долины Литл-Йосемите. С северной (правой по течению реки) стороны над водопадом возвышается гранитный купол горы Либерти-Кэп высотой 2157 м.
Ниже по течению реки Мерсед находится водопад Вернал. Оба водопада (Невада и Вернал) хорошо видны с обзорной точки Глейшер-Пойнт, откуда они напоминают лестницу с гигантскими ступенями.

## Туристские маршруты
Тропа Мист (тропа), вдоль которой можно дойти до верхней точки водопада Невада, начинается в долине Йосемити, в месте под названием Хэппи-Ислес. Её длина — 4,4 км в один конец. Сначала тропа идёт вдоль северного берега реки Мерсед. Через 1,4 км она пересекает реку по пешеходному мостику, с которого виден водопад Вернал. После этого тропа продолжается по южному берегу реки, переходя в крутой подъём перед выходом на верхнюю точку водопада Вернал, которая находится примерно в 2 км от начала тропы. Вскоре после этого тропа опять пересекает реку Мерсед по пешеходному мостику, с которого видна верхняя часть водопада Невада. Последняя часть подъёма проходит по северному берегу реки, и тропа подходит к верхней точки водопада Невада с северной стороны. Перепад высот по сравнению с началом тропы составляет 610 м. Прохождение этого маршрута в оба конца (примерно 8,7 км) занимает 5—6 часов (при достаточной физической подготовке).
Альтернативный вариант — подняться на тропу Джона Мьюра (названную в честь натуралиста Джона Мьюра), идущую по южной стороне ущелья, и подойти к верхней точке водопада Невада с южной стороны
У верхней части водопада находится мостик через реку Мерсед, через который обе тропы соединяются друг с другом. У северного края верхней точки водопада есть смотровая площадка, с которой видно, как поток воды устремляется вниз.

## Фотогалерея

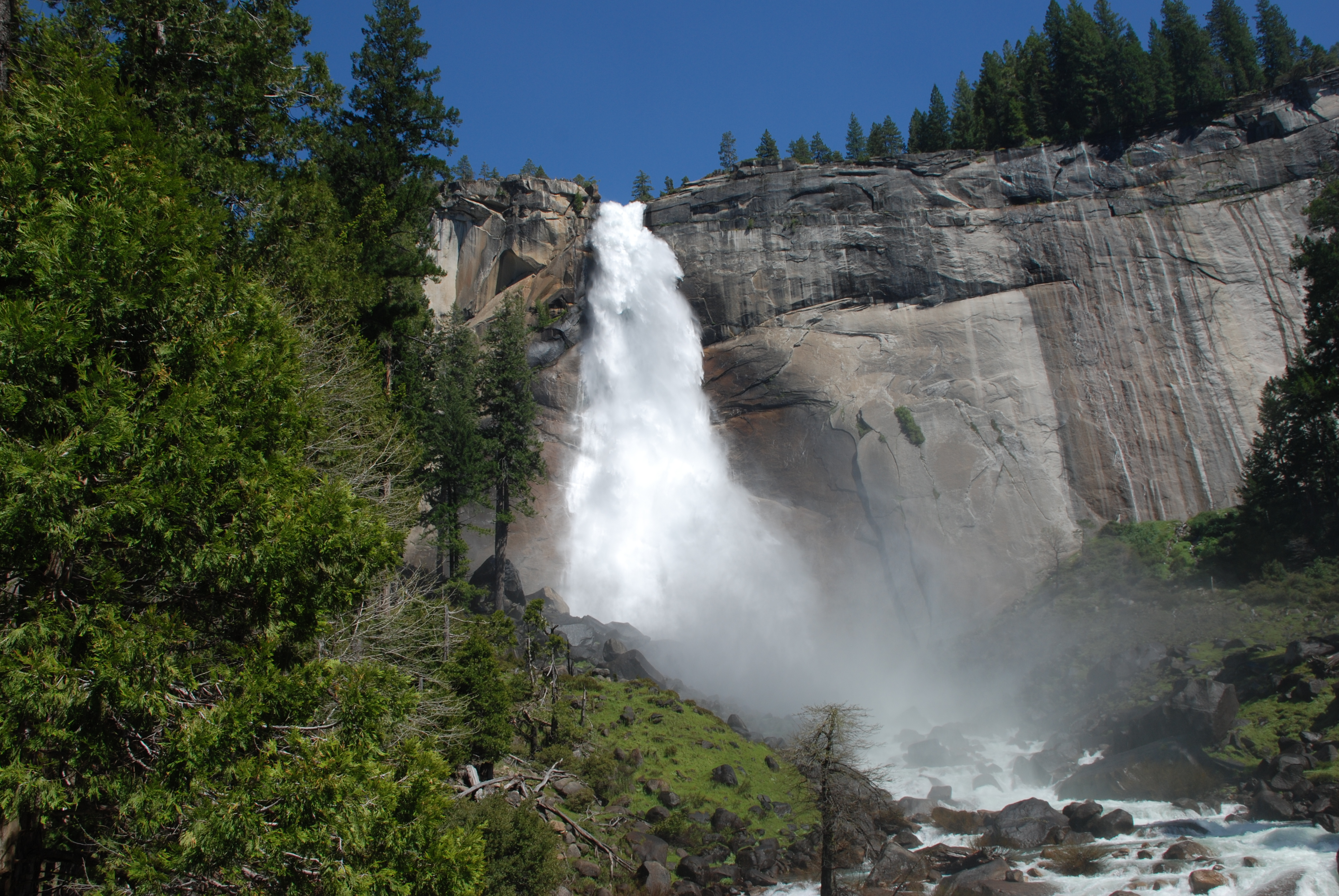
Водопад Невада и река Мерсед
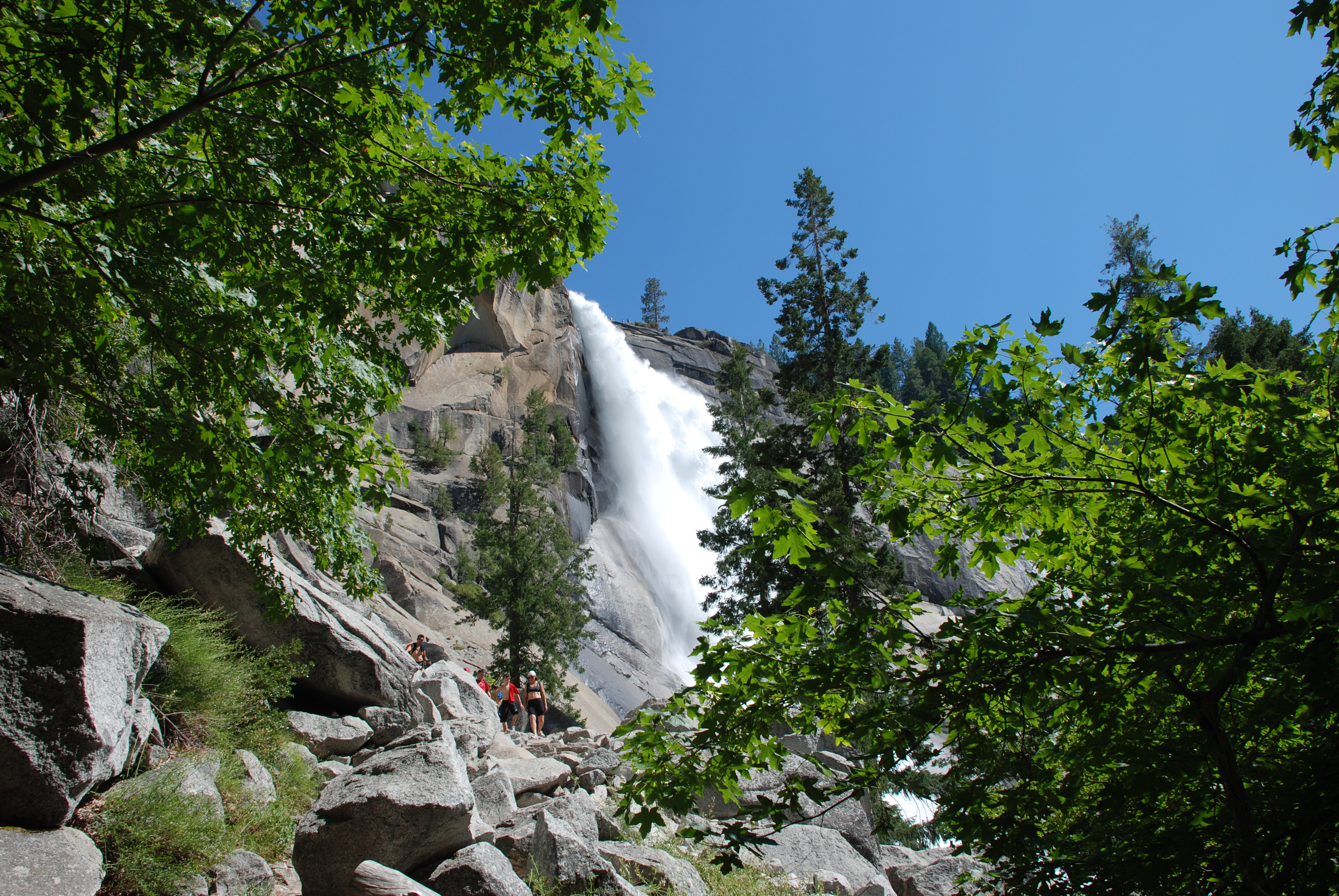
Верхняя часть тропы к водопаду Невада
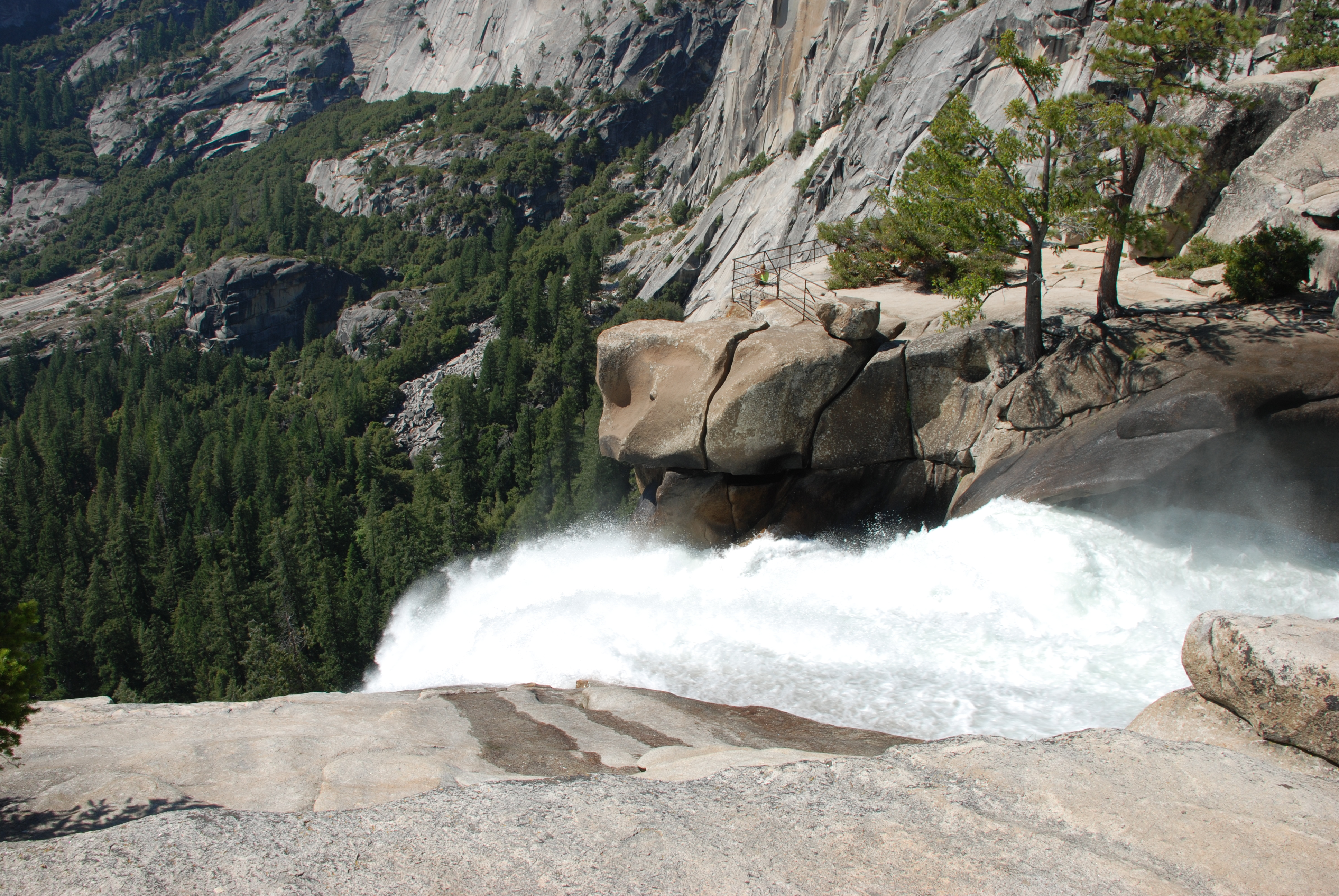
Смотровая площадка у верхней точки водопада Невада
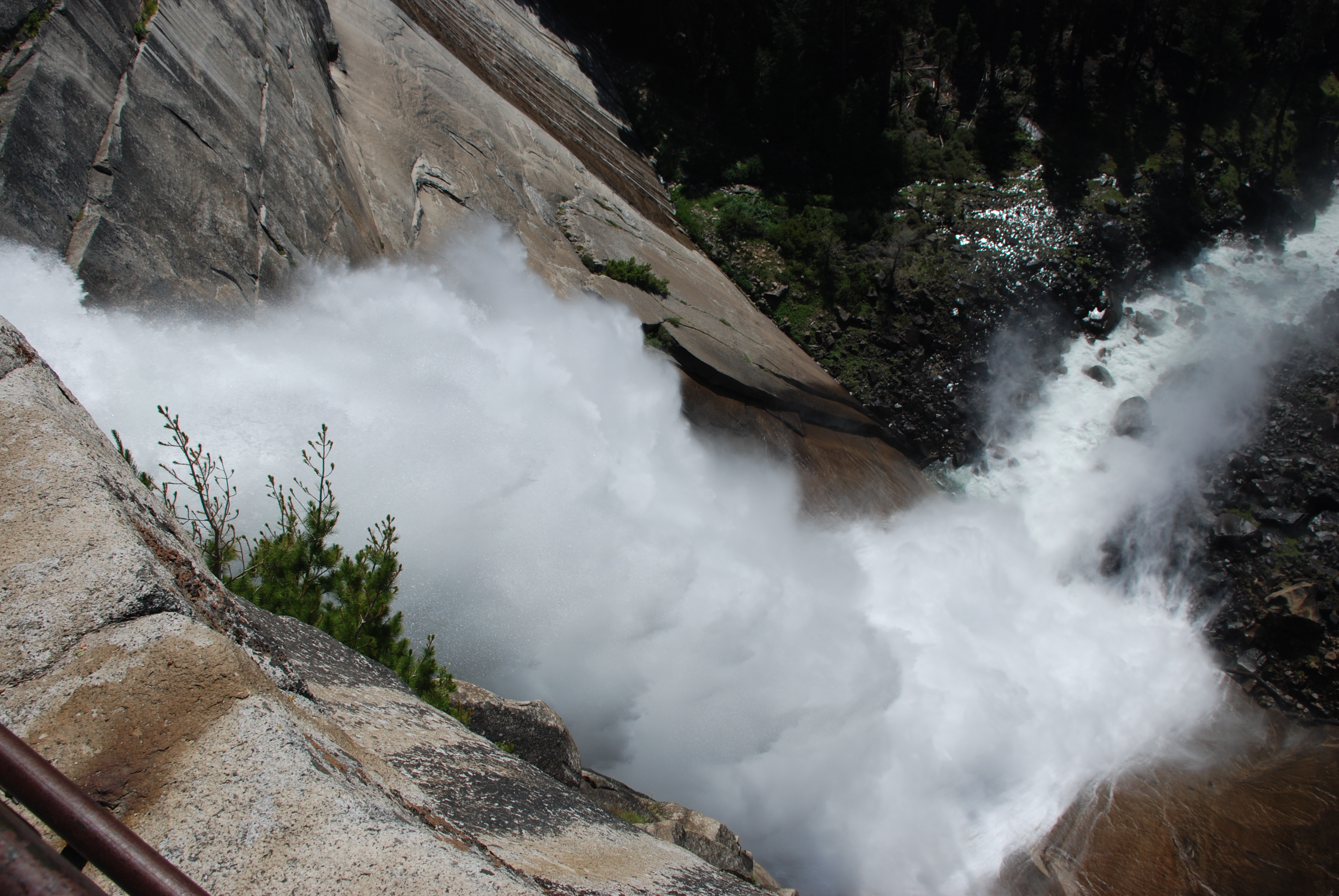
Падающий вниз поток водопада Невада